# 'Eua Motu'a
'Eua Motu'a è un distretto delle Tonga della divisione di ʻEua con 2 771 abitanti (censimento 2021).
È situato nella parte settentrionale dell'isola di ʻEua ed è formato da sei villaggi.

## Località
Di seguito l'elenco dei villaggi del distretto:
- 'Ohonua - 1 289 abitanti, capoluogo della divisione di ʻEua
- Tufuvai - 230 abitanti
- Pangai - 249 abitanti
- Houma - 310 abitanti
- Ha'atu'a/Koloma - 486 abitanti
- Ta'anga - 207 abitanti

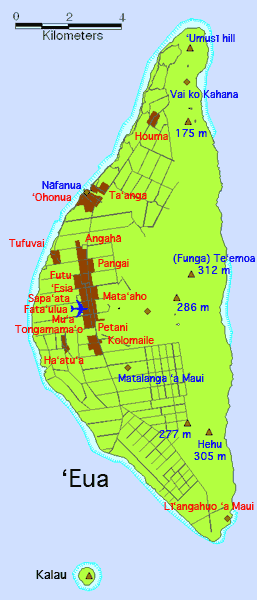
Mappa dell'isola 'Eua.